# Třeštice
Třeštice (en allemand : Treschtitz) est une commune du district de Jihlava, dans la région de Vysočina, en République tchèque. Sa population s'élevait à 164 habitants en 2024.

## Géographie
Třeštice se trouve à 6 km au sud-sud-ouest de Třešť, à 20 km au sud-sud-ouest de Jihlava et à 118 km au sud-est de Prague.
La commune est limitée par Růžená au nord-est, par Hodice au nord et au nord-est, par Sedlejov au sud-est, par Telč au sud, et par Doupě à l'ouest.

## Histoire
La première mention écrite de la localité date de 1385.